# Gangoh
Gangoh (Hindi गंगोह, Urdu گنگوہ) ist eine Stadt im indischen Bundesstaat Uttar Pradesh.
Die Stadt ist Teil des Distrikts Saharanpur. Gangoh hat den Status eines Nagar Palika Parishad. Die Stadt ist in 25 Wards gegliedert. Sie hatte am Stichtag der Volkszählung 2011 59.279 Einwohner, von denen 31.318 Männer und 27.961 Frauen waren. Muslime bilden mit einem Anteil von über 65 % die Mehrheit der Bevölkerung in der Stadt. Die Alphabetisierungsrate lag 2011 bei 63,51 %.

## Söhne und Töchter der Stadt
- Rashid Ahmad Gangohi (1829–1905), islamischer Theologe